# Уте Вільд
Уте Вільд (нім. Ute Wild, 14 червня 1965) — східнонімецька академічна веслувальниця.
Олімпійська чемпіонка 1988 року в складі вісімки.
Срібна призерка Чемпіонату світу 1986, 1987, 1989 років у складі вісімки, бронзова призерка 1990 року в складі вісімки.